# یاکوپو گالی
یاکوپو گالی (انگلیسی: Iacopo Galli؛ زادهٔ ۳۰ سپتامبر ۱۹۹۳) بازیکن فوتبال است.
از باشگاه‌هایی که در آن بازی کرده‌است می‌توان به باشگاه فوتبال لیورنو و باشگاه فوتبال اسپتزیا اشاره کرد.